# Гозд Мартулєк
Гозд Мартулєк (словен. Gozd Martuljek) — поселення в общині Кранська Гора, Горенський регіон, Словенія. Висота над рівнем моря: 755,4 м.